# Meloemorpha anomala
Meloemorpha anomala är en skalbaggsart som först beskrevs av Bates 1885.  Meloemorpha anomala ingår i släktet Meloemorpha och familjen långhorningar.
Artens utbredningsområde är Guatemala. Inga underarter finns listade i Catalogue of Life.